# Cantonul Arpajon
Cantonul Arpajon este un canton din arondismentul Palaiseau, departamentul Essonne, regiunea Île-de-France, Franța.

## Comune
| Comune                    | Populație (1999) | Cod poștal | Cod INSEE   |
| ------------------------- | ---------------- | ---------- | ----------- |
| Arpajon                   | 10.574 loc.      | 91290      | 91 3 01 021 |
| Avrainville               | 737 loc.         | 91630      | 91 3 01 041 |
| Bruyères-le-Châtel        | 3.187 loc.       | 91680      | 91 3 01 115 |
| Cheptainville             | 1.905 loc.       | 91630      | 91 3 01 156 |
| Égly                      | 5.323 loc.       | 91520      | 91 3 01 207 |
| Guibeville                | 719 loc.         | 91630      | 91 3 01 292 |
| La Norville               | 4.075 loc.       | 91290      | 91 3 01 457 |
| Leuville-sur-Orge         | 4.099 loc.       | 91310      | 91 3 01 333 |
| Ollainville               | 4.550 loc.       | 91340      | 91 3 01 461 |
| Saint-Germain-lès-Arpajon | 9.338 loc.       | 91180      | 91 3 01 552 |